# Brachydeutera brunnea
Brachydeutera brunnea är en tvåvingeart som beskrevs av Wirth 1964. Brachydeutera brunnea ingår i släktet Brachydeutera och familjen vattenflugor. Inga underarter finns listade i Catalogue of Life.